# Грин, Янив
Яни́в Грин (ивр. יניב גרין‎; род. 16 мая 1980, Герцлия, Израиль) — израильский профессиональный баскетболист, центровой. Рекордсмен сборной Израиля по количеству проведенных матчей (189), вице-чемпион Европы среди юношей (до 20 лет) 2000 года, шестикратный чемпион Израиля и четырёхкратный обладатель Кубка Израиля с клубами «Маккаби» (Тель-Авив) и «Хапоэль» (Иерусалим), победитель Евролиги 2004/2005 с «Маккаби» (Тель-Авив) и Балканской лиги 2012/2013 с «Хапоэлем» (Гильбоа-Верхняя Галилея).

## Игровая карьера
Янив Грин начал свою игровую карьеру в молодёжных составах клуба «Бней Герцлия», впервые появившись в команде мастеров в сезоне 1998/1999. Весной 1997 года он впервые выступил в составе юношеской (до 18 лет) сборной Израиля и спешно дошёл с ней до финального этапа чемпионата Европы 1998 года. В рядах молодёжной сборной Израиля он завоевал в 2000 году серебряные медали чемпионата Европы среди юношей в возрасте до 20 лет (с 13,7 очка и 7,5 подбора за игру) и принял участие в чемпионате мира на следующий год. Уже в 2000 году Грин провёл свои первые игры за национальную сборную Израиля в отборочных матчах чемпионата Европы 2001 года.
Отыграв первые цетыре года профессиональной карьеры в «Бней Герцлия» и «Маккаби» (Раанана), с которой участвовал в 2000/2001 годах в розыгрыше Супролиги ФИБА, Грин заключил трёхлетний контракт с клубом «Хапоэль» (Тель-Авив). В составе «Хапоэля» он привёл сборную Израиля к седьмому месту на чемпионате Европы 2003 года, набирая в среднем по 10,9 очка за игру с лучшим на турнире процентом попаданий с двухочковых бросков и стал вице-чемпионом Израиля в 2004 году и получил предложение участвовать в летнем тренировочном лагере «Детройт Пистонс», но предпочёл перейти в ведущую команду Израиля «Маккаби» (Тель-Авив), только что выигравшую баскетбольную Евролигу.
В сезоне 2004/2005 «Маккаби» во второй раз подряд выиграла Евролигу, но Грин не был в числе ведущих игроков клуба, в среднем проводя на площадке 10 минут и набирая по 4 очка. В следующие два сезона с «Маккаби» ситуация оставалась такой же: Грин — один из постоянных лидеров национальной сборной, на чемпионате Европы 2007 года показавший лучший результат среди всех участников по подборам (9,3 за игру), — почти не играл в Евролиге, оставаясь не более чем дублёром Николы Вуйчича. В итоге в 2007 году, после трёх выигранных чемпионатов и двух Кубков Израиля, он покинул Тель-Авив, подписав контракт с российским клубом «ЦСК ВВС-Самара» по схеме «1+1». В составе самарского клуба Грин играл в Кубке вызова ФИБА, где был вторым по подборам и третьим по блокам (8,4 и 1,4 соответственно), и был приглашён принять участие в матче всех звёзд этого турнира в 2008 году, однако по окончании сезона вернулся в «Маккаби», подписав двухлетний контракт, обеспечивавший ему зарплату около полумиллиона долларов в год.
После ещё трёх сезонов с «Маккаби», двух чемпионских званий и двух Кубков Израиля Грин на год уехал в Италию, где играл за клуб «Терамо». В 2012 году он вернулся в Израиль, где присоединился к команде «Хапоэль» (Гильбоа-Верхняя Галилея). В составе галилейского клуба он стал чемпионом Балканской лиги. Следующие два сезона он провёл за иерусалимский «Хапоэль», завоевав с этим клубом в сезоне 2014/2015 первые в его истории золотые медали чемпионата Израиля. Однако именно в этом победном сезоне он получил тяжёлую травму колена, пропустил вторую половину года, включая победный для команды плей-офф, и летом расстался с «Хапоэлем». Несмотря на это, он был в восьмой раз подряд приглашён принять участие в финальной стадии чемпионата Европы. Благодаря этому выбору Грин стал шестым в истории сборной Израиля игроком, набравшим за время выступлений за неё 1500 очков, а по ходу чемпионата Европы установил рекорд сборной по количеству сыгранных матчей — 189. В итоге Грин, сыгравший на чемпионате Европы в общей сложности 33 минуты в пяти матчах, в начале сезона 2015/2016 оказался единственным игроком сборной Израиля, не заявленным ни за один клуб. 14 августа 2016 года он объявил о завершении спортивной карьеры.

## Статистика выступлений

### Европейские клубные турниры
| Супролига ФИБА 2000/2001                                                                | Маккаби (Раанана)                 | 18 | 20.2 | 6.6  | 44.8 | 0.0 | 55.6 | 5.0 | 0.5 | 1.7 | 0.5 | 0.9 | 1.0 |
| Кубок чемпионов ФИБА 2002/2003                                                          | Хапоэль (Тель-Авив)               | 15 | 20.5 | 6.0  | 46.3 | 0.0 | 72.7 | 4.1 | 0.5 | 2.2 | 0.5 | 0.5 | 1.5 |
| Кубок вызова ФИБА 2003/2004                                                             | Хапоэль (Тель-Авив)               | 20 | 18.9 | 11.2 | 60.3 | 0.0 | 74.6 | 6.0 | 0.7 | 2.6 | 1.0 | 0.6 | 1.9 |
| Евролига 2004/2005                                                                      | Маккаби (Тель-Авив)               | 23 | 10.0 | 4.0  | 48.3 | 0.0 | 76.7 | 2.3 | 0.3 | 1.3 | 0.4 | 0.2 | 0.5 |
| Евролига 2005/2006                                                                      | Маккаби (Тель-Авив)               | 22 | 6.5  | 2.1  | 56.7 | 0.0 | 54.2 | 1.1 | 0.2 | 1.8 | 0.3 | 0.5 | 0.3 |
| Евролига 2006/2007                                                                      | Маккаби (Тель-Авив)               | 19 | 6.0  | 3.0  | 51.4 | 0.0 | 65.5 | 2.0 | 0.4 | 1.6 | 0.2 | 0.4 | 0.8 |
| Кубок вызова ФИБА 2007/2008                                                             | ЦСК ВВС-Самара                    | 10 | 27.5 | 11.6 | 51.2 | 0.0 | 60.0 | 8.4 | 1.0 | 2.8 | 1.4 | 0.3 | 1.9 |
| Евролига 2008/2009                                                                      | Маккаби (Тель-Авив)               | 11 | 14.6 | 4.8  | 55.9 | 0.0 | 60.0 | 3.2 | 0.8 | 2.6 | 0.5 | 0.8 | 0.5 |
| Евролига 2009/2010                                                                      | Маккаби (Тель-Авив)               | 15 | 5.3  | 1.6  | 42.9 | 0.0 | 66.7 | 0.9 | 0.1 | 1.2 | 0.1 | 0.1 | 0.2 |
| Евролига 2010/2011                                                                      | Маккаби (Тель-Авив)               | 8  | 7.7  | 3.1  | 55.0 | 0.0 | 30.0 | 2.0 | 0.0 | 1.1 | 0.4 | 0.3 | 0.4 |
| Балканская лига 2012/2013                                                               | Хапоэль (Гильбоа-Верхняя Галилея) | 12 | 18.9 | 7.7  | 67.8 | 0.0 | 42.9 | 5.0 | 1.8 | 2.6 | 0.6 | 0.7 | 1.7 |
| Кубок Европы 2013/2014                                                                  | Хапоэль (Иерусалим)               | 16 | 10.6 | 4.1  | 53.7 | 0.0 | 38.1 | 1.9 | 0.1 | 1.8 | 0.6 | 0.1 | 0.5 |
| Кубок Европы 2014/2015                                                                  | Хапоэль (Иерусалим)               | 7  | 6.5  | 1.4  | 71.4 | 0.0 | 0.0  | 0.1 | 0.1 | 1.7 | 0.1 | 0.1 | 0.4 |
| Наведите курсор мыши на аббревиатуры в заголовке таблицы, чтобы прочесть их расшифровку |                                   |    |      |      |      |     |      |     |     |     |     |     |     |

### Сборная Израиля
| ЧЕ 2001                                                                                 | Израиль | 4 | 22.0 | 5.5  | 26.7 | 0.0 | 70.0 | 7.0 | 0.8 | 3.5 | 0.3 | 1.0 | 1.5 |
| ЧЕ 2003                                                                                 | Израиль | 7 | 23.4 | 10.9 | 69.8 | 0.0 | 69.6 | 4.6 | 0.4 | 3.4 | 0.4 | 0.7 | 0.4 |
| ЧЕ 2005                                                                                 | Израиль | 4 | 22.0 | 11.0 | 68.0 | 0.0 | 50.0 | 5.5 | 0.3 | 4.0 | 1.0 | 0.0 | 0.8 |
| ЧЕ 2007                                                                                 | Израиль | 6 | 27.8 | 11.8 | 49.0 | 0.0 | 74.2 | 9.3 | 1.3 | 1.7 | 1.5 | 0.3 | 2.3 |
| ЧЕ 2009                                                                                 | Израиль | 3 | 20.0 | 6.0  | 35.3 | 0.0 | 60.0 | 5.0 | 1.0 | 3.0 | 0.7 | 0.3 | 2.0 |
| ЧЕ 2011                                                                                 | Израиль | 4 | 12.5 | 3.8  | 42.9 | 0.0 | 50.0 | 2.5 | 0.5 | 1.8 | 0.0 | 0.0 | 1.3 |
| ЧЕ 2013                                                                                 | Израиль | 5 | 16.8 | 5.8  | 70.0 | 0.0 | 20.0 | 2.8 | 0.2 | 2.6 | 0.2 | 0.0 | 1.2 |
| ЧЕ 2015                                                                                 | Израиль | 5 | 6.6  | 0.0  | 0.0  | 0.0 | 0.0  | 1.0 | 0.2 | 1.2 | 0.6 | 0.2 | 0.6 |
| Наведите курсор мыши на аббревиатуры в заголовке таблицы, чтобы прочесть их расшифровку |         |   |      |      |      |     |      |     |     |     |     |     |     |